# Women's World Darts Championship 2010
Women's World Darts Championship 2010 var ett av två världsmästerskap för damer i dart och anordnades av Professional Darts Corporation (PDC). Det andra världsmästerskapet är World Professional Darts Championships damturnering som anordnas av British Darts Organisation (BDO). Women's World Darts Championship anordnades för första gången 2010, men återkom dock inte under 2011.

## Vinnare
| År   | Segrare        | Resultat | Finalmotståndare | Total prissumma | Segrare  | Finalmotståndare |
| ---- | -------------- | -------- | ---------------- | --------------- | -------- | ---------------- |
| 2010 | Stacy Bromberg | 6-5      | Tricia Wright    | £ 30 000        | £ 10 000 | £ 5 000          |